# اگولا

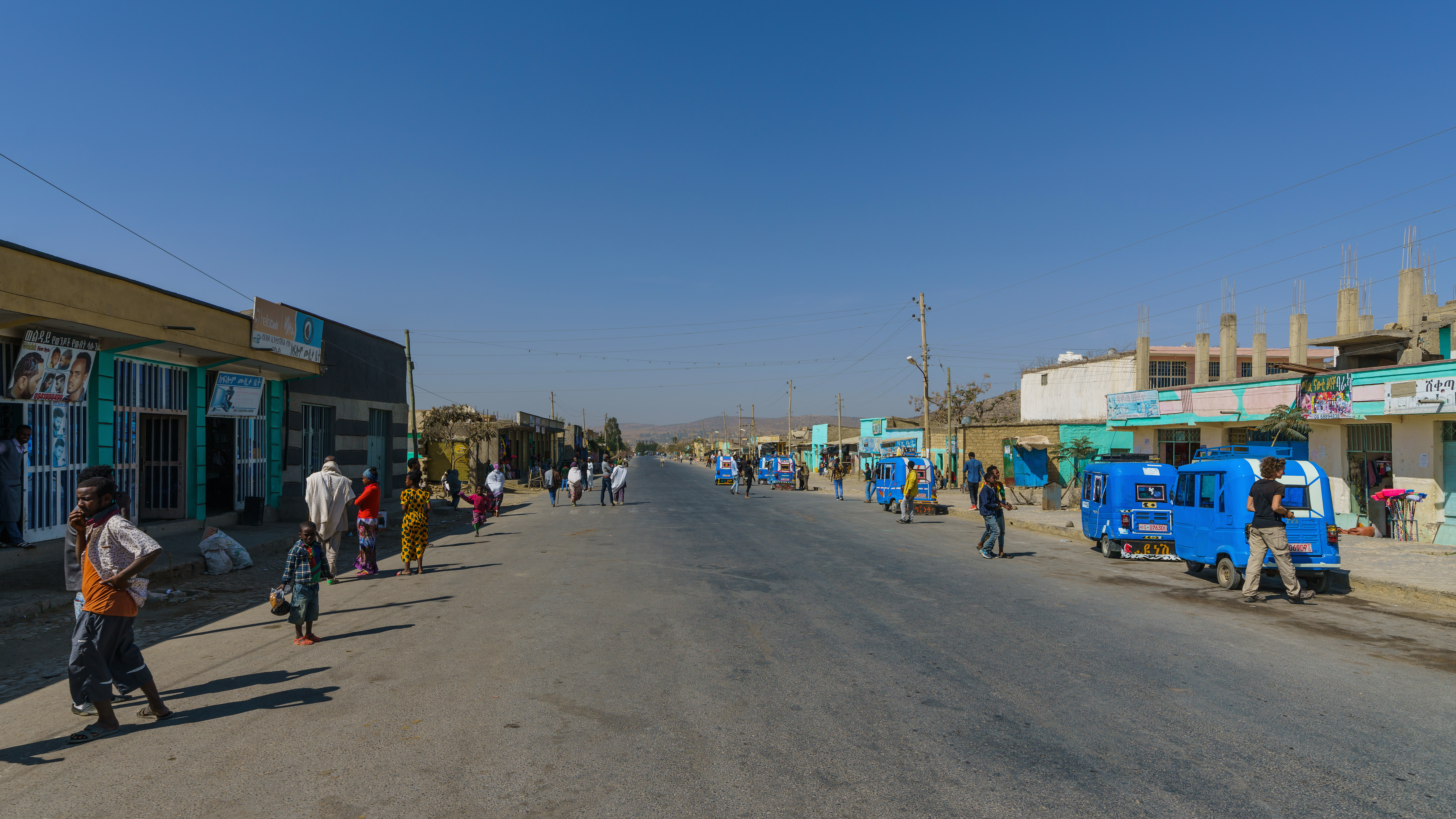
اگولا

اگولا (به لاتین: Agula) یک منطقهٔ مسکونی در اتیوپی است که در استان تیگرای واقع شده‌است.

## خصوصیات
اگولا ۴٬۶۳۶ نفر جمعیت دارد و ۱٬۹۳۰ متر بالاتر از سطح دریا واقع شده‌است.